# Hornsjön (Orsa socken, Dalarna)
Hornsjön är en sjö i Orsa kommun i Dalarna och ingår i Dalälvens huvudavrinningsområde.